# George Armstrong Custer
El tinent coronel George Armstrong Custer (New Rumley, Ohio, 6 de desembre de 1839 - Montana, 25 de juny de 1876) va ser un oficial de cavalleria dels Estats Units durant la Guerra Civil dels Estats Units i les guerres índies.
Crescut a Michigan i Ohio, Custer fou admès a l'Acadèmia Militar dels Estats Units en 1858, on fou el pitjor estudiant de tots. Va estar a punt de ser expulsat diversos cops de l'acadèmia, a causa de la seva poca aplicació i de les burles a les quals sotmetia alguns dels seus companys. No obstant això, amb el trencament d'hostilitats de la Guerra Civil, era necessari tothom que pogués ser potencialment un oficial, atès que la major part de cadets s'havien passat als sudistes. Per aquest motiu, Custer fou cridat a servir amb l'exèrcit de la Unió.
Custer va adquirir una sòlida reputació durant la Guerra Civil. Va lluitar en el seu primer major encontre, la Primera batalla de Bull Run. La seva associació amb diversos i importants oficials l'ajudà en la seva carrera, així com la seva actuació com a comandant agressiu.
Abans que la guerra acabés, Custer fou promogut al rang temporal de brigadier general. Quan la guerra s'acabà, retornà al seu antic rang de capità, un fet normal quan un ascens es produeix en temps de guerra.
A la conclusió de la Campanya d'Appomattox, en el qual ell i les seves tropes van tenir un paper decisiu, Custer va rebre del general confederat Lee la bandera de la rendició, i estigué present en la cerimònia de signatura d'aquesta rendició.
Després de la Guerra Civil, fou destinat a l'Oest, per tal de lluitar a les Guerres índies. L'aclaparadora derrota en la seva última batalla ensombreix les coses que va aconseguir a la Guerra Civil. Custer fou derrotat i mort a la batalla de Little Bighorn en 1876, lluitant contra una coalició de tribus índies en una batalla que ha arribat a ser popularment coneguda, a la història dels Estats Units, com a "Darrera batalla de Custer".

## Custer a la Guerra Civil dels Estats Units

### McClellan i Pleasonton

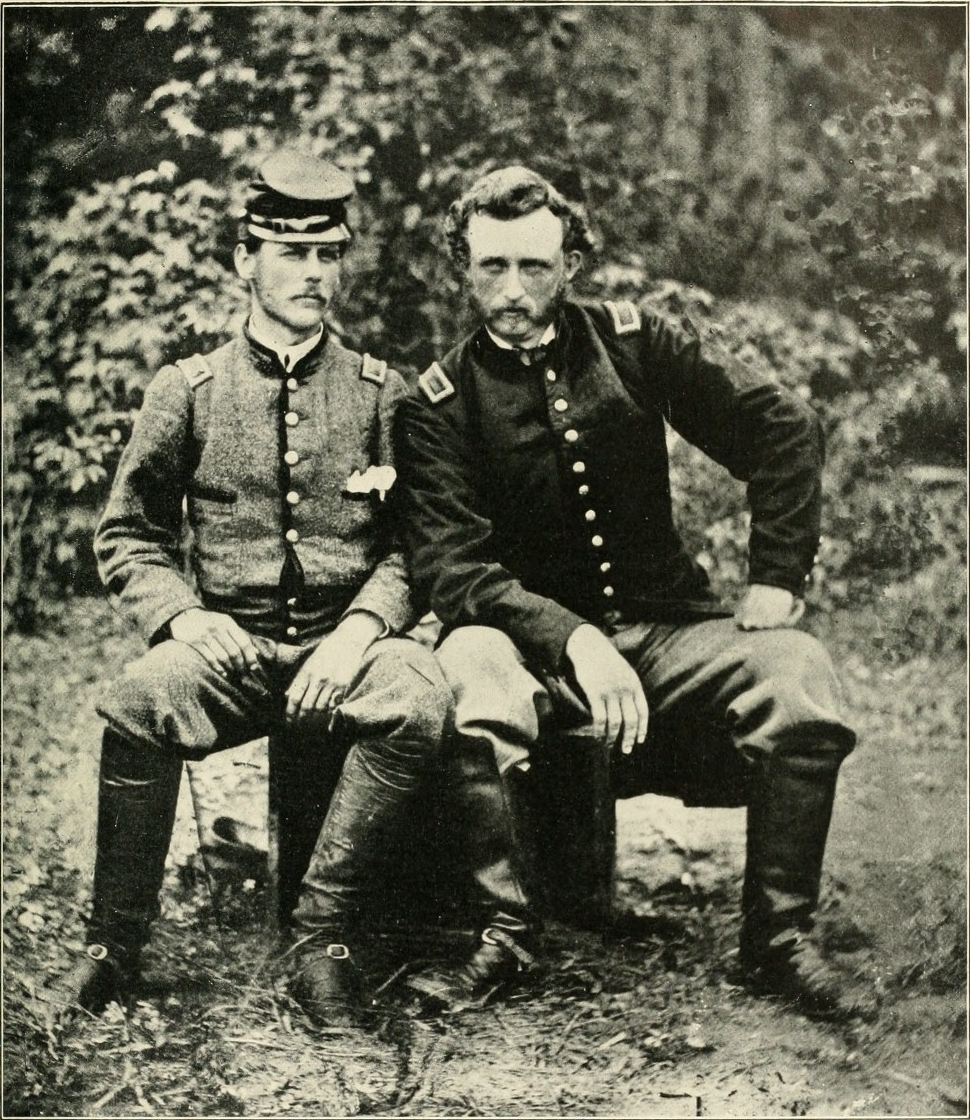
1862: Foto de Custer amb el tinent J. B. Washington, presoner confederat, amic seu i antic company d'acadèmia a West-Point

Custer fou comissionat com a sub-tinent al 2n de cavalleria, i immediatament s'uní al seu regiment a la Primera batalla de Bull Run, on el comandant de l'exèrcit Winfiel Scott el destacà perquè portés missatges al major general Irvin McDowell. Després de la batalla, fou assignat al 5è de cavalleria, on va servir durant els primers dies de la Campanya de la Península el 1862. Com a oficial de l'estat major del major general George Brinton McClellan, Custer fou promogut al rang de capità.
Durant la persecució al general confederat Joseph E. Johston, el general Barnard i el seu estat major estaven reconeixent la riba del riu Chickahominy, per tal d'esbrinar si s'hi podia passar sense problemes. Aleshores Custer va dir al seu comandant: "Vull saber com és de fondo això". I es va ficar directament al riu amb el cavall. Un cop a dins, es va deturar al mig del riu i, girant-se amb aire triomfal, va dir: "General, així n'és, de fondo !". Aleshores a Custer se li va permetre llançar un atac amb quatre companyies d'infanteria de Michigan a través del riu pel damunt del Pont Nou. L'atac va ser tot un èxit, i va concloure amb la captura de 50 soldats confederats i la confiscació de la primera bandera de batalla confederada en tota la guerra. El major general George Brinton McClellan, comandant de l'Exèrcit del Potomac, el denominà un "afer molt galant", felicità personalment Custer, i el va portar al seu equip com a ajudant de camp amb el rang temporal de capità. En aquest rol, Custer va començar la recerca permanent de publicitat.

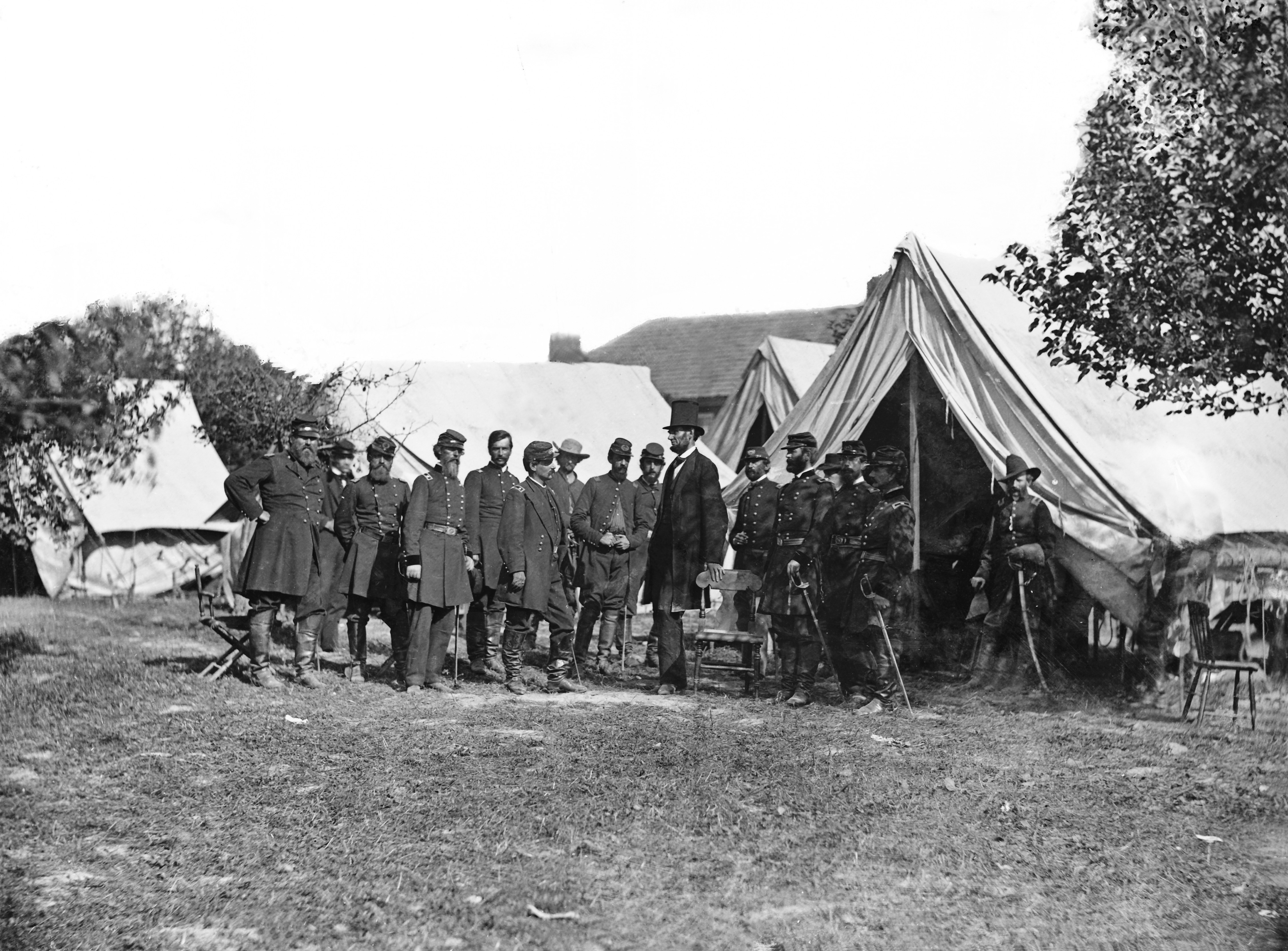
Custer (extre dret) amb Lincoln i George B. McClellan a la batalla d'Antietam, 1862

Quan McClellan fou rellevat del comandament el novembre de 1862, Custer retornà al rang de primer tinent. Però aleshores, Custer caigué en l'òrbita del major general Alfred Pleasonton, que comandava una divisió de cavalleria. El general introduí Custer en el món dels uniformes extravagants i les maniobres polítiques, i el jove tinent esdevingué el seu protegit, servint a l'estat major de Pleasonton mentre continuava en la seva missió normal amb el seu regiment. Custer va arribar a dir que "cap pare no voldria tant el seu fill com el general Pleasonton em vol a mi". Després de la batalla de Chancelorsville, Pleasonton esdevingué el comandant del Cos de Cavalleria de l'Exèrcit del Potomac i la seva primera missió fou localitzar l'exèrcit de Robert E. Lee, movent-se al nord a través de Shenadoah Valley al començament de la Campanya de Gettysburg. En la seva primera missió de comandament, Custer lluïa una aparença força vistosa, un estil d'uniforme personalitzat que sorprengué els seus homes. Però se'ls va guanyar amb la seva preparació per conduir els atacs: en contrast amb molts oficials, que es quedaven a la rereguarda, esperant que no els toqués massa el rebre, Custer es distingia per la seva absència de por i accions agressives, en alguns dels nombrosos encontres de cavalleria amb què va començar la campanya, incloent-hi les batalles de Brandy Station i Aldie. Per aquestes accions, es guanyà l'estima dels seus homes, que començaren a adoptar elements del seu uniforme, especialment el mocador vermell al coll.

### Brigadier general i Gettysburg

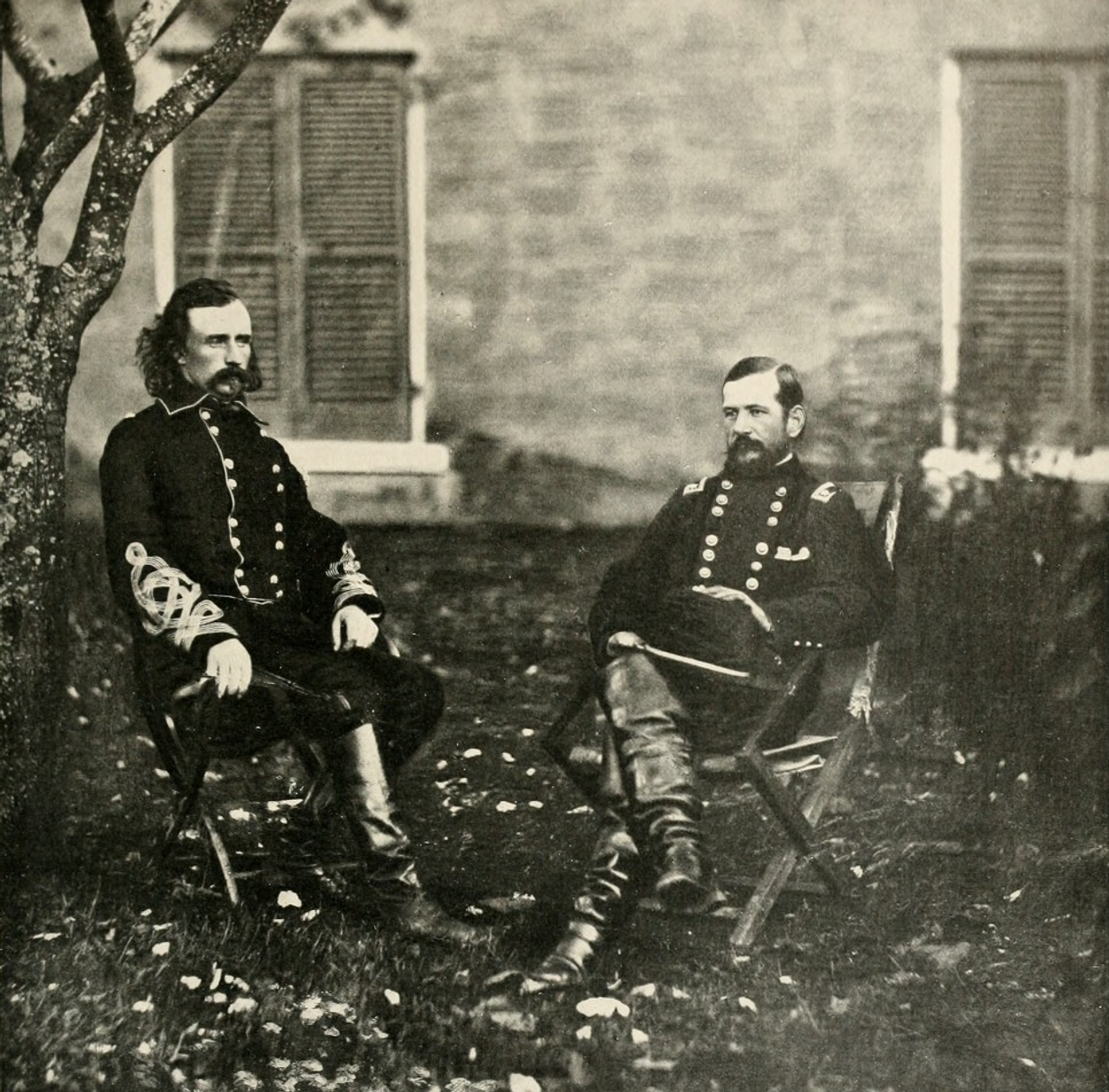
Generals de cavalleria de la Unió George A. Custer i Alfred Pleasonton a la tardor de 1863

El 28 de juny de 1863, tres dies abans de la batalla de Gettysburg, el general Pleasonton promogué Custer de capità a brigadier general dels voluntaris. Tot i que no tenia experiència directe en comandament, va esdevenir un dels més joves generals de l'exèrcit de la Unió, amb tan sols 23 anys. Dos altres capitans, Wesley Merritt i Elon J.Farnsworth foren promoguts amb Custer, tot i que ells sí que tenien experiència de comandament. Custer no va perdre gens ni mica de temps en implantar el seu estil agressiu a la seva brigada, una part de la divisió del brigadier general Judson Kilpatrick. Va lluitar contra la cavalleria confederada del major general J.E.B. Stuart a Hanover i a Hunterstown, en el camí del principal esdeveniment que havia de tenir lloc a Gettysburg.
L'estil de Custer a la batalla s'ha titllat sovint d'imprudent o temerari, però els seus plans militars eren sempre la base de cada "guió" Custer. Tal com Marguerite Merrington explica a "The Custer History in Letters",
| « | George Custer explorava meticulosament cada camp de batalla, calibrava els enemics, punts febles i forts, assegurava la millor línia d'atac i sols després estava satisfet amb el "guió Custer". | » |

Un dels seus més grans atributs durant la Guerra Civil fou el que el mateix Custer en va dir "sort", una cosa que li va permetre d'escapolir-se d'aquestes acusacions.
Custer establí una reputació com a agressiu comandant de brigada de cavalleria. Va voler prendre riscos personals conduint la seva Brigada de Michigan cap a la batalla, així com a les càrregues muntades de Hunterstown i Gettysburg. A Hunterstown, en una mala càrrega ordenada per Kilpatrick contra la brigada de Wade Hampton, Custer caigué del seu cavall ferit directament davant de l'enemic i esdevingué l'objectiu de nombrosos rifles enemics. Fou rescatat per Norville Churchill, corneta del 1r de cavalleria de Michigan, el qual va galopar, va disparar els que estaven més a prop de Custer, i va permetre Custer muntar al darrere per tal de salvar-se.
Un dels millors honors de Custer a la Guerra Civil va ocórrer just a l'est de Gettysburg, el 3 de juliol de 1863. En conjunció amb la càrrega de Pickett, a l'oest, Robert E. Lee envià la cavalleria de Stuart en una missió al darrere de l'exèrcit de la Unió. Custer encontrà la divisió de cavalleria de la Unió del brigadier general David McMurtrie Gregg, directament en el camí dels genets de Stuart. Va covèncer Gregg que li permtetès quedar-se i lluitar, mentre la seva pròpia divisió era estacionada al sud, fora del teatre d'operacions. A la batalla de Gettysburg, durant el tercer dia de batalla, es va produir un dur encontre entre la cavalleria confederada i la de la Unió, essent aquesta última comandada per David McMurtrie Gregg i el mateix Custer. Durant diverses hores hi hagué un combat ferotge, mà a mà. Custer conduí una càrrega muntada del 1r de cavalleria, trencant la rereguarda de l'assalt confederat. La seva brigada va perdre 257 homes a Gettysburg, el nombre més elevat de pèrdues en qualsevol brigada de cavalleria de la Unió. Custer va escriure en el seu informe
| « | Repto els anals de la guerra per produir una càrrega de cavalleria més brillant o reeixida. | » |

### Actuacions posteriors
Mentre va durar la guerra, Custer va seguir lluitant en diverses batalles, sempre amb bons resultats. Un cop va acabar la guerra, el seu ascens temporal va arribar a la seva fi, i va tornar a tenir el grau anterior (o sigui, el de capità). Fou destinat a Texas, com a part de les forces d'ocupació. Tanmateix, allà no va trobar la mateixa estima per part dels voluntaris de cavalleria, molts dels quals el que volien era ser desvinculats del servei més que no pas seguir a l'exèrcit. En general, consideraven Custer com un dandi vanidós.
Quan finalment el regiment de voluntaris es desfeu, al novembre de 1865, alguns veterans del 2n de cavalleria de Wisconsin, que guardaven un profund ressentiment a Custer pels seus intents de mantenir la disciplina, intentaren emboscar Custer per matar-lo, però fou previngut la nit abans, i la temptativa es frustrà.

## Guerres índies
L'1 de febrer de 1866, Custer fou llicenciat del servei voluntari i retornà al seu rang permament de capità en el 5è de cavalleria. Custer es prengué una llicència perllongada, explorant opcions a Nova York, on va considerar fer carrera als ferrocarrils o a la mineria. Se li va oferir la possibilitat (i 10.000 dòlars en or) de ser general adjunt a l'exèrcit de Benito Juárez a Mèxic, que per aquell temps tenia una lluita amb l'autoproclamat emperador Maximilià I de Mèxic. Però necessitava un any més de llicència de les forces armades, i així ho va sol·licitar. Tot i els seus padrins a les altes esferes militars, el Secretari de Defensa William H. Seward va refusar, finalment, la seva petició, perquè estava en contra que un oficial americà comandés tropes estrangeres. Certament, Custer podia haver plegat de l'exèrcit dels Estats Units, però no ho va fer, tot i la lucrativa feina que hagués pogut assolir.
Després de la mort del seu sogre, al cap de 1866, Custer torna a Monroe, Michigan, on considerà de presentar-se al Congrés. Va prendre part en una discussió pública sobre el tractament dels Estats del Sud, un cop acabada la guerra, tot advocant per una política de moderació. Fou nomenat cap de la Unió de soldats i mariners, una reacció contra un grup de veterans que havien constituït el Gran Exèrcit de la República (un lobby que després tingué molta influència, tot s'ha de dir). El grup de la Unió s'havia format, com l'anterior, el 1866, i era conduït per un activista republicà anomenat John A. Logan. El setembre de 1866, Custer acompanyà el president Andrew Johnson en un viatge en tren conegut com a "marxa al voltant del cercle", per tal d'aconseguir el suport de la gent per les polítiques de Johson cap al sud. La seva "incursió" en política no li va donar gaire bon resultat, i a Ohio hagué de fer front a una escridassada al president per part d'un reduït grup de gent que li deien "He nascut a dues milles i mitja d'aquí, però estic avergonyit de tu".
Custer fou designat tinent coronel d'un nou regiment: el Setè de cavalleria, aquarterat a Fort Riley, Kansas. Com a resultat d'una súplica del seu padrí, el general Philip Sheridan, Custer fou també ascendit temporalment a major general (general de dos estels). Va prendre part en l'expedició del major general Winfield S. Hancock contra els Xeienes en 1867. El 26 de juny de 1867, el destacament de Lyman Kidder, compost per 10 soldats i un explorador, fou massacrats en la ruta cap a Fort Wallace. El tinent Kidder estava enviant despatxos a Custer de part del general William T. Sherman, però el seu destacament fou atacat per indis lakota, sioux i xeiene. Dies després, Custer i un destacament de recerca, trobaren els cossos de la patrulla de Kidder.

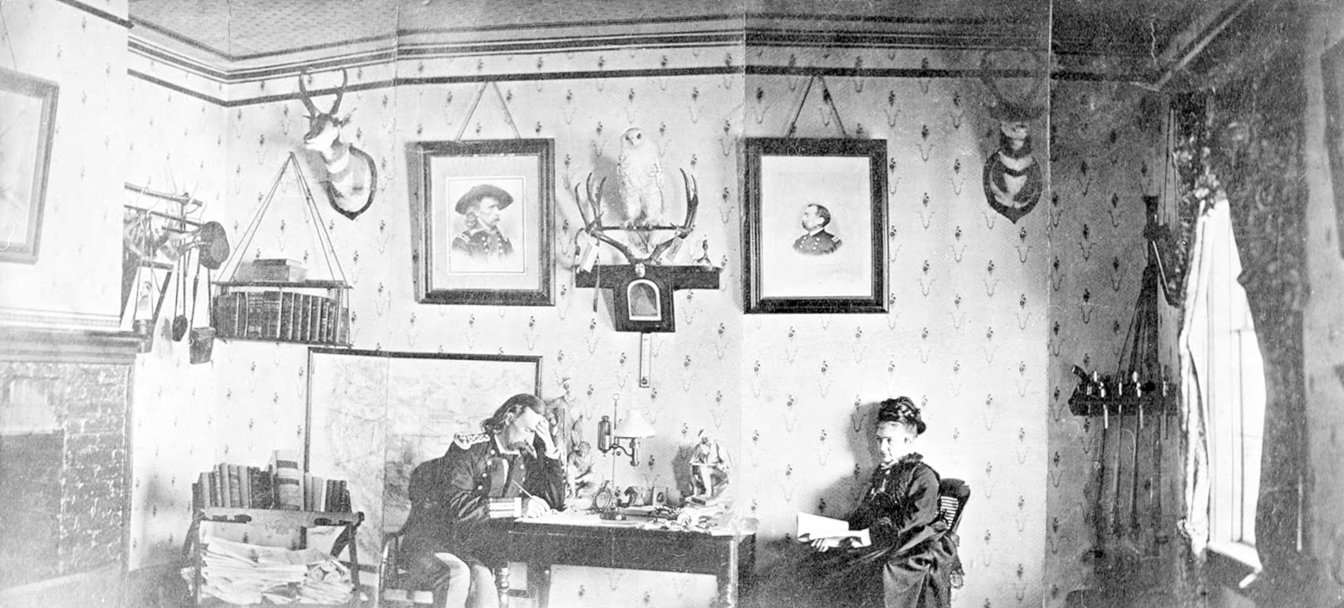
Custer i la seva dona a Fort Abraham Lincoln, Territori de Dakota, 1874

Després de la campanya de Hancock, Custer hagué de fer front a una cort marcial a Fort Leavenworth, Kansas per haver deixat el seu lloc, sense autorització, i anar-se'n a veure la seva dona. Tot i que va ser suspès de feina per un any, altre cop els seus poderosos padrins, en aquest cas el major general Philip Sheridan, vingueren a ajudar-lo. Sheridan volia Custer per a una campanya d'hivern que tenia planejada contra els xeiene. Així doncs, a Custer se li permeté tornar a la feina abans que no expirés el termini de la seva suspensió.
Sota les ordres de Sheridan, Custer prengué part en l'establiment de Fort Supply a territori indi, a principis de novembre de 1868, com a base d'aprovisionament (en anglès, supply vol dir, justament, "aprovisionament") per a la campanya d'hivern. Custer conduí el 7è de cavalleria en un atac contra el campament xeiene de Black Kettle — la Batalla de Washita River, el 27 de novembre de 1868. Custer reportà 103 guerrers morts, però les estimacions dels xeienes foren substancialment més baixes (11 guerrers i 19 dones i nens);
algunes dones i nens foren també assassinats, i les tropes dels Estats Units s'endugueren 53 dones i nens presoners. Custer i els seus homes sacrificaren molts dels 875 ponis que havien capturat. La Batalla de Washita River fou considerada com una primera i substancial victòria dels Estats Units en els plans de la guerra del Sud, i va forçar que una part significativa dels xeienes del Sud anessin a la reserva.
El 1873 Custer fou enviat al Territori de Dakota per protegir un grup d'inspecció del ferrocarril contra els lakota. El 4 d'agost de 1873, prop del riu Tongue, a Montana, Custer i el 7è de cavalleria es van enfrontar per primer cop amb els Lakota. Sols un home de cada bàndol caigué mort. En 1874 Custer conduí una expedició als Black Hills i anuncià el descobriment d'or a French Creek (Dakota del Sud), prop de la població que avui es coneix, justament, com Custer. L'anunci de Custer va disparar la Febre de l'Or de les Black Hills. Entre les viles que immediatament varen créixer hi havia Deadwood, notòria per la seva absència de llei.

## Grant, Belknap i la política

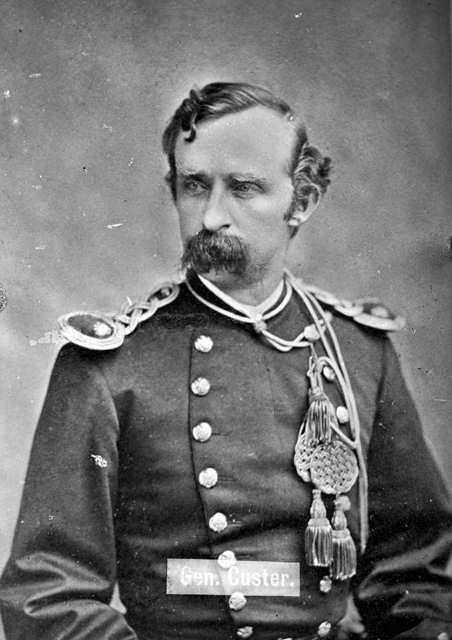
El tinent coronel George A. Custer, del 7è de Cavalleria, 1875

Originalment, l'expedició contra els sioux havia de sortir des de Fort Abraham Lincoln, el 6 d'abril de 1876, però el 15 de març, Custer fou convocat a Washington per tal de declarar al Congrés sobre l'escàndol del Secretari de la Guerra, William W. Belknap, i Orville Grant, germà del president Ulysses S. Grant. Després de declarar el 29 de març i el 4 d'abril, Custer va fer-ho en favor dels demòcrates (Grant era republicà). Posteriorment, Belknap fou sotmès a un impeachment per una pressumta acceptació de suborns. La moció va prosperar i Belknap va dimitir poc després.
Un cop ja va haver declarat, Custer marxà, però va retornar a Washington al cap de poc temps, en concret el dia 21 d'abril. La tempesta política, lluny d'apaivagar-se, anava creixent, i Custer se sentí el centre d'una campanya de vilipendi en els mitjans republicans. Fou acusat de perjuri i menyspreu als altres oficials. El general Sherman demanà al nou Secretari de Guerra, Alphonso Taft, que escrigués una carta on es demanava que s'exonerés Custer d'anar a declarar davant el Congrés, atès que Custer podia prendre el comandament de l'expedició de Fort Lincoln contra els Lakota. El president Grant prohibí que s'enviés la carta i ordenà a Taft que nomenés un altre oficial perquè comandés l'expedició. Quan el brigadier general Alfred Terry determinà que no era possible, que no hi havia disponible cap oficial de rang suficient per comandar l'expedició, Sherman li ordenà que es fes el nomenament. Atordit perquè es pensava que no comandaria les tropes, Custer s'apropà als promotors de la moció de censura i s'assegurà que no hagués de declarar. El general Sherman advertí Custer que no deixés Washington sense reunir-se abans personalment amb el president Grant. Tanmateix, Grant va refusar de mantenir aquesta reunió, per la qual cosa, el 3 de maig, Custer va agafar un tren en direcció a Chicago.
L'endemà al matí, el General Sherman envià un telegrama al general Sheridan on li ordenava que interceptés Custer i que el retingués fins a nova ordre. A Sheridan també li ordenaren que preparé una expedidició contra els Lakota per sortir amb el major Reno, que reemplaçaria Custer. Tots tres, Sherman, Sheridan, i Terry, volien que Custer comandés l'operació, però ho tenien difícil per sostreure's a la pressió del president Grant. Sherman va escriure a Terry:
| « | L'activitat política de Custer ha compromès els seus millors amics aquí, i gairebé ens ha privat de la possibilitat de fer-li un cop de mà. | » |

 El brigadier general Terry es reuní amb Custer a Fort Snelling (Minnesota) el 6 de maig. Després recordava que
| « | Custer em va demanar, amb llàgrimes als ulls, que l'ajudés. Com ho podia resistir? | » |

Terry va escriure a Grant donant fe dels avantatatges que tenia el fet que Custer conduís l'expedició. Sheridan aprovà aquests esforços, i va acceptar la "culpa" de Custer, tot recomanant-li que, en el futur, es moderés. En aquells moments, Grant es trobava sota pressió pel seu tractament a Custer i la seva administració estava espantada per un eventual fracàs de la "Campanya Sioux" si Custer no la conduïa. Grant seria culpat si es percebia com ignorava les recomanacions dels oficials més veterans de l'exèrcit. Finalment, el 8 de maig, Custer fou informat a Fort Snelling que se'l permetria conduir el 7è de cavalleria, però sota la supervisió directa de Terry.
En sortir del campament base de Terry, un oficial li va dir, tot fent broma: No siguis cobdiciós. Hi ha indis per a tots. Espera'ns !. La resposta de Custer fou ambigua: No ho faré !. Per afirmacions com aquesta, els crítics de Custer li han atribuït la responsabilitat principal en el desastre de Little Big Horn, perquè consideren que Custer només tenia afany de triomf personal.

## Llegat controvertit
Després de la seva mort, Custer aconseguí la fama duradora que havia cercat al camp de batalla. La gent el veia com un heroi militar tràgic i un cavaller exemplar que sacrificà la seva vida pel seu país. La muller de Custer, Elizabeth, que l'havia acompanyat en moltes de les seves expedicions frontereres, contribuí molt a reforçar aquesta visió amb la publicació de diversos llibres sobre el seu últim marit. El mateix Custer havia escrit sobre les Guerres índies a "My live on the Plains" (La meva vida a les planures).
Les morts de Custer i els seus soldats esdevingueren l'episodi més ben conegut de la història de les Guerres Índies de l'Oest. Serviren de motiu publicitari a una coneguda marca de cervesa als Estats Units.

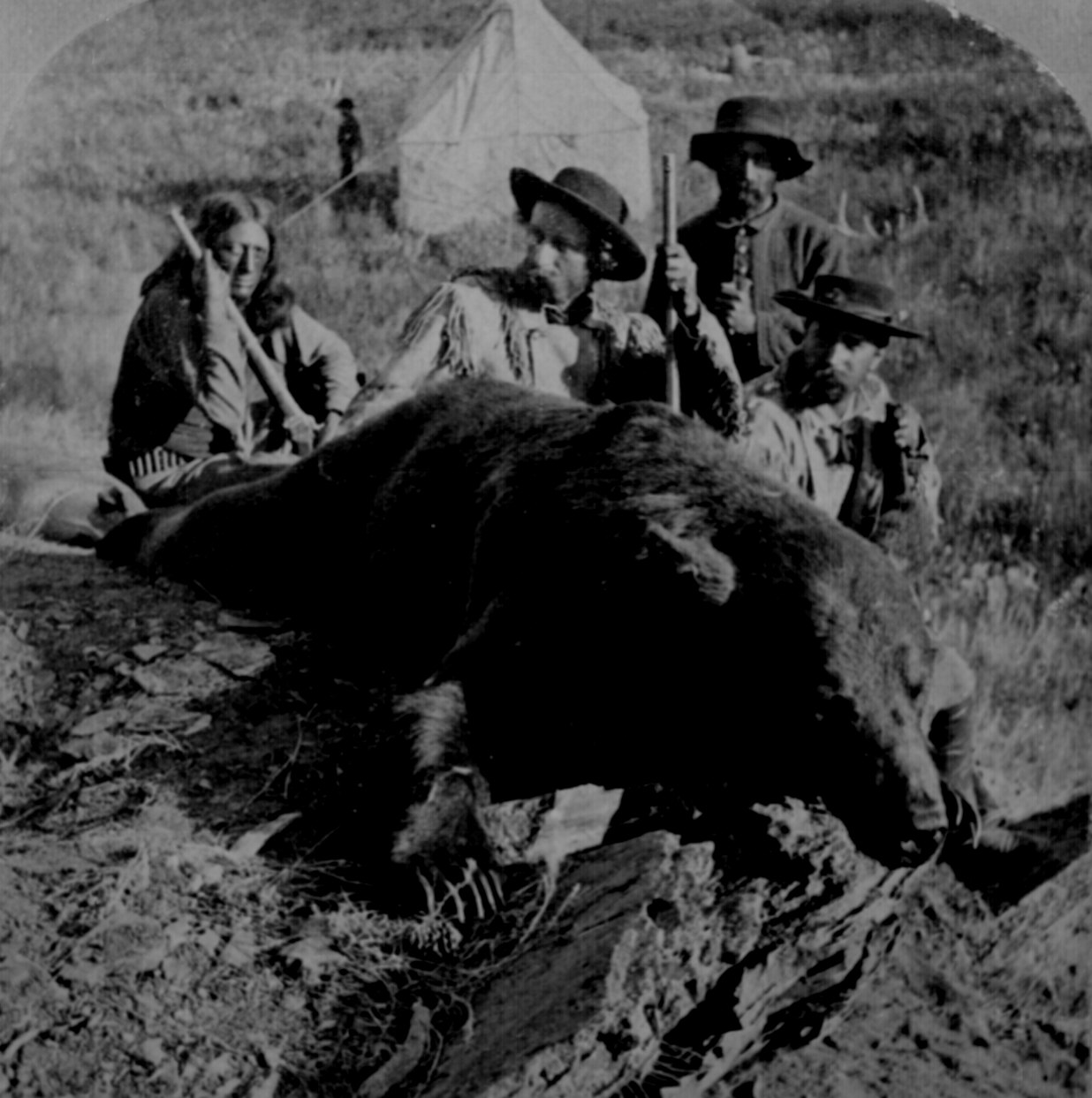
La caça del grizzly amb el seu amic indi Bloody Knife, 1874

Avui Custer podria ser descrit com una personalitat mediàtica, algú que entenia la vàlua de bones relacions públiques i el paper de la premsa. Convidava reporters a seguir les seves campanyes (de fet, un d'ells va morir a Little Bighorn), i els seus informes favorables contribuïren a la seva alta reputació, que va durar fins ben entrat el segle xx. A més, tenia molta cura de la seva imatge. Després de ser promogut a brigadier general a la Guerra Civil, Custer lluïa un uniforme que incloïa brillants botes de muntar, pantalons ajustats de pana, color verd oliva, un barret d'ales amples, jaqueta d'hússar ajustada, de vellut blau amb botonera de plata a les mànigues, una camisa de mariner amb estels de plata a la part del coll i, per descomptat, el seu característic mocador vermell al coll. Els cabells els duia pentinats en llargs rínxols que impregnava generosament amb oli d'olor de canyella. Més tard, en les seves campanyes contra els indis, portava un vestit de camussa amb el seu familiar mocador vermell al coll.
La valoració de les accions de Custer durant les Guerres índies ha estat sotmesa a una profunda reconsideració en els temps moderns. Alguns historiadors critiquen Custer com a personificació del maltractament que patiren els indis per part del govern dels Estats Units. Altres el veuen més com un boc expiatori de la política de Grant envers els indis, una política a la qual ell personalment s'hi oposava. El govern de Grant estava tan disgustat pel seu testimoni en nom dels abusos soferts pels indis de les reserves, que a punt va estar de prohibir-li que dugués el comandament de l'exèrcit.
El que és Cert és que la "qüestió Custer" no és un tema de debat pacífic, i ha fet vessar molts rius de tinta. S'ha dit que Custer es va equivocar dividint les seves tropes, que hagués hagut d'esperar reforços per part de Reno, que aquest va arribar massa tard, que potser hagués hagut de portar un armament més pesant (metralladores Gatling) ...i així la polèmica ha arribat fins als nostres dies.
En tot cas, el que sembla indiscutible, a hores d'ara, és que les decisions tàctiques de Custer, contra un enemic que el depassava de llarg en nombre, va conduir a l'anihilació dels seus homes i d'ell mateix.